# Lijst van personen overleden in oktober 2011
Dit is een lijst van personen die zijn overleden in oktober 2011.

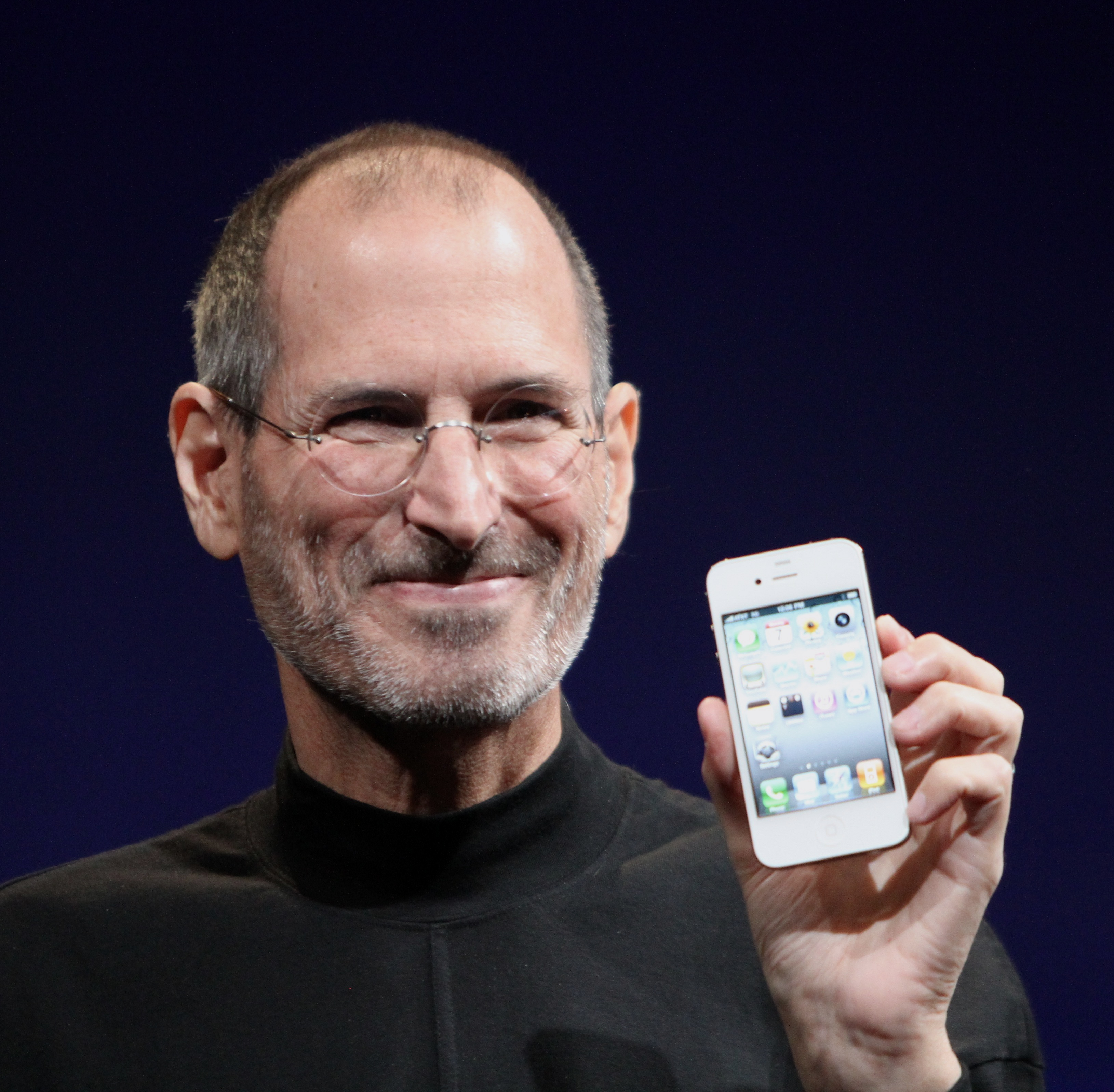
Steve Jobs
5 oktober

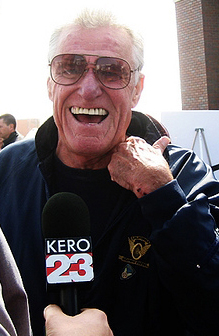
Charles Napier
5 oktober

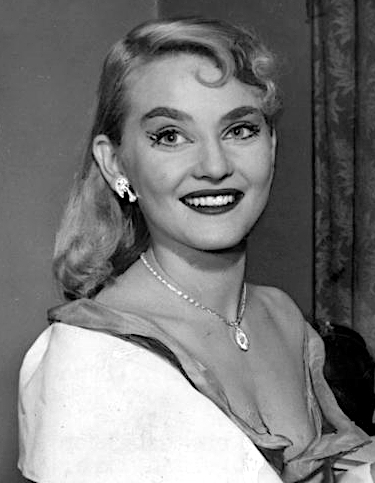
Diane Cilento
6 oktober

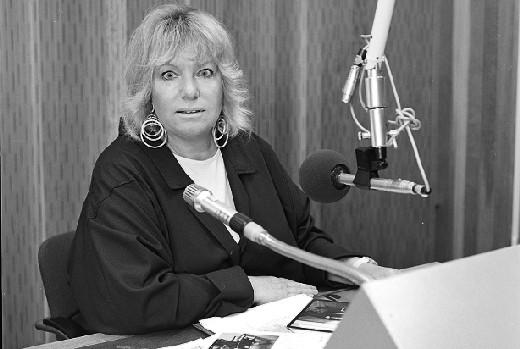
Meta de Vries
6 oktober

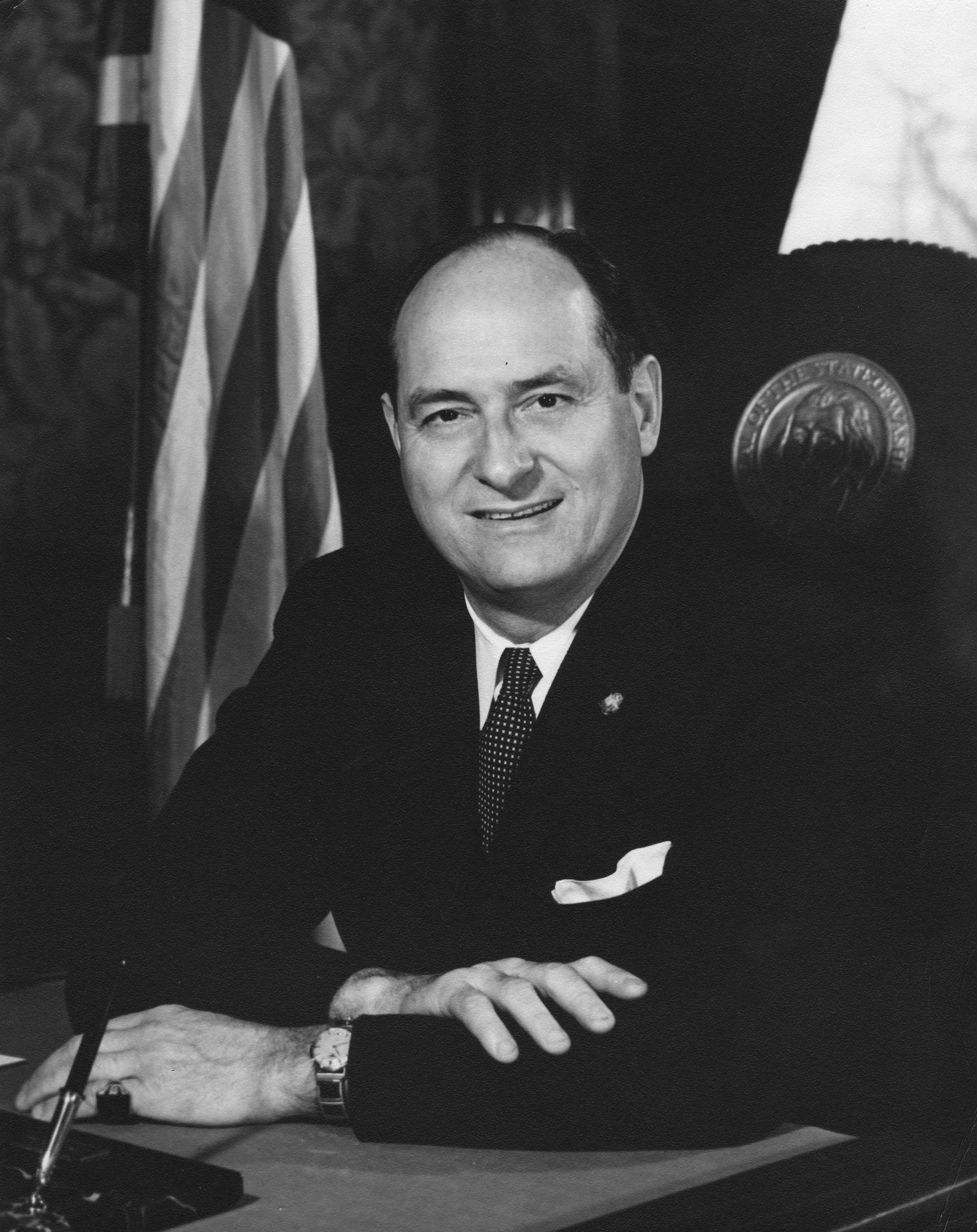
Albert Rosellini
10 oktober

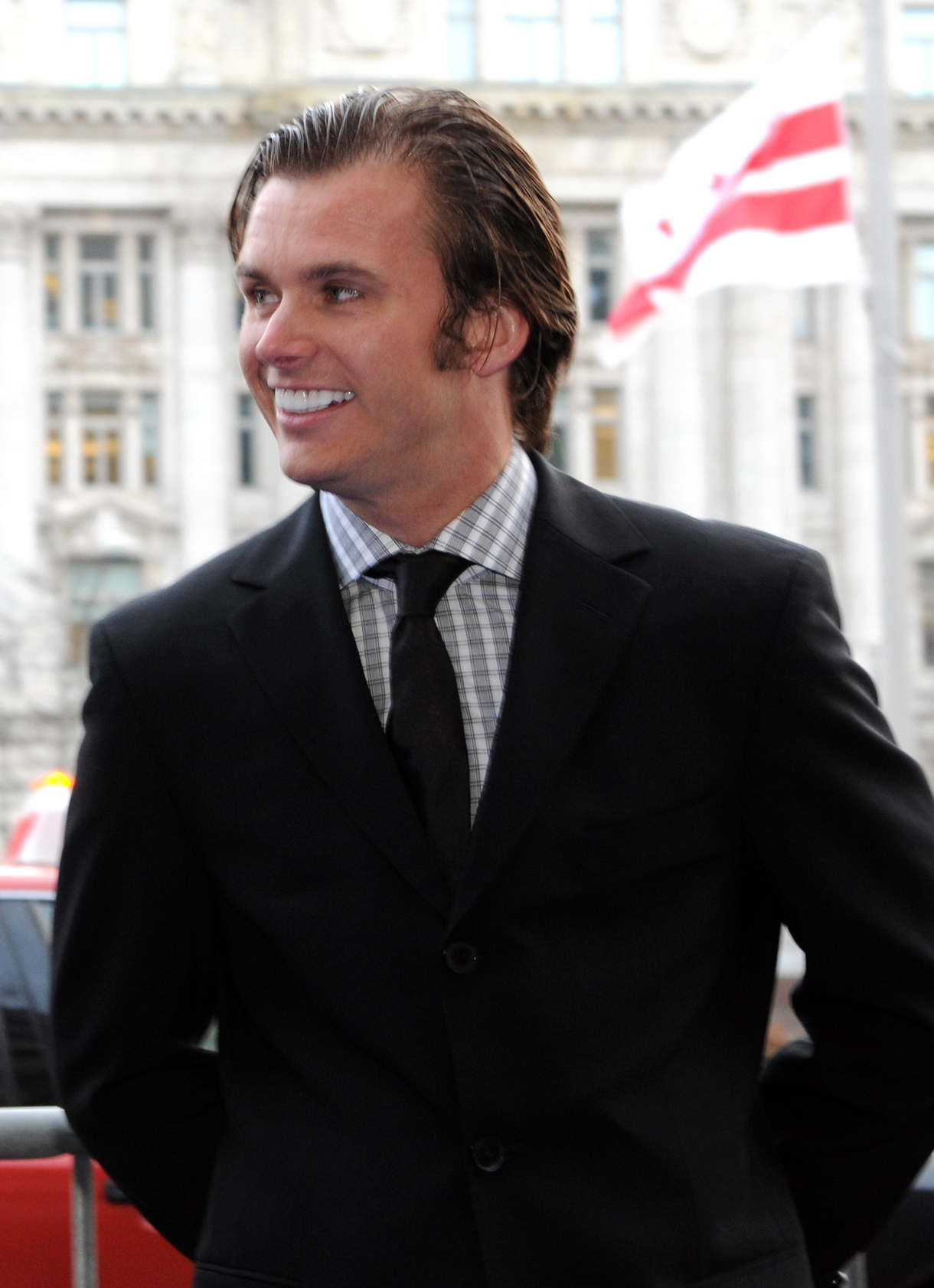
Dan Wheldon
16 oktober

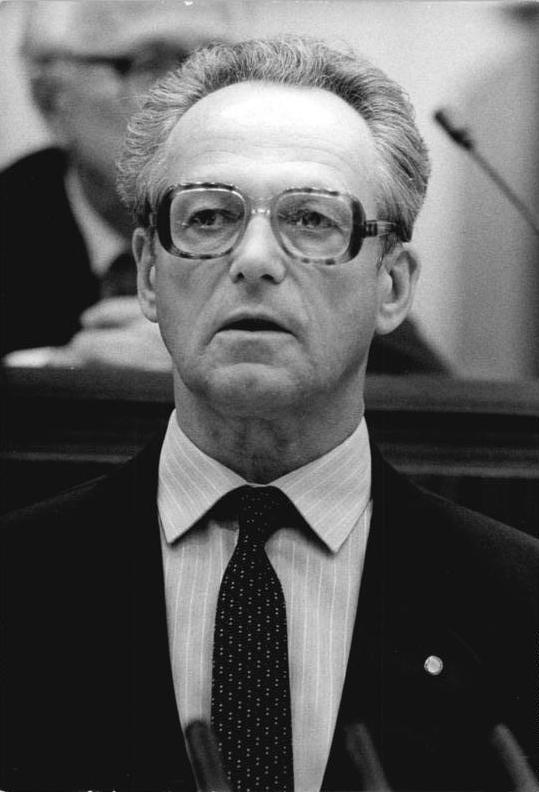
Manfred Gerlach
17 oktober

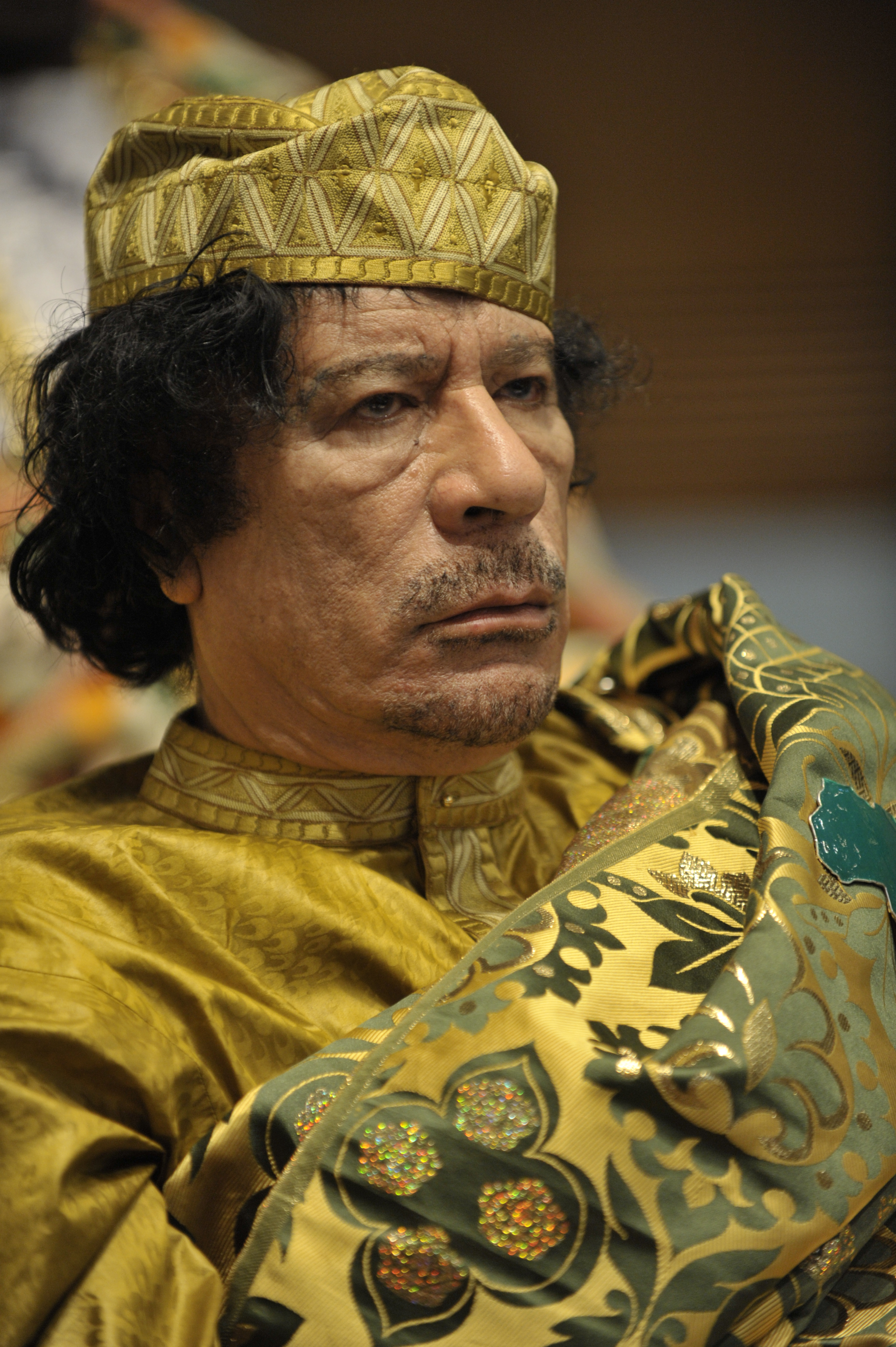
Moammar al-Qadhafi
20 oktober

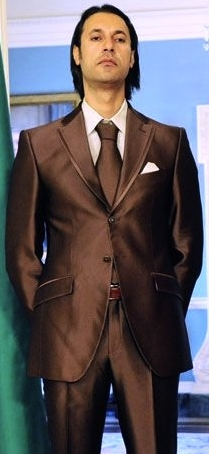
Al-Mu'tasim-Billah al-Qadhafi
20 oktober

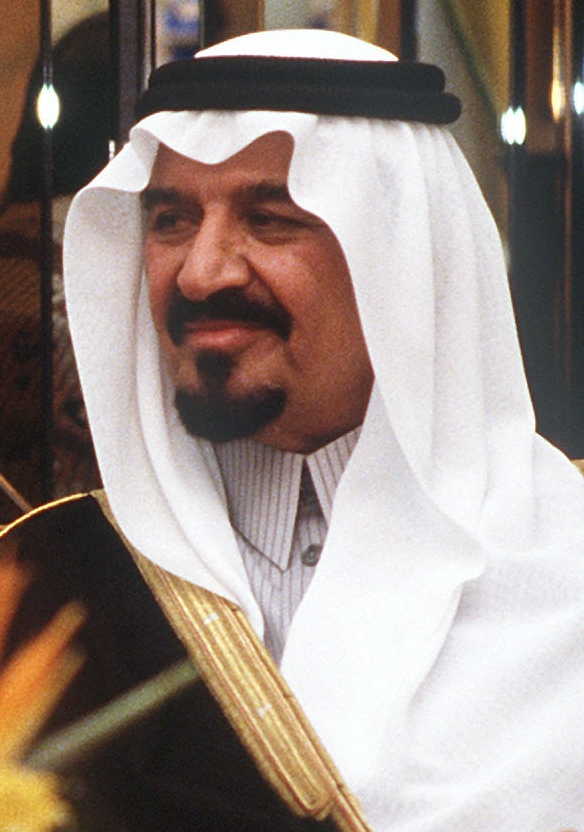
Sultan bin Aziz al-Saoed
22 oktober

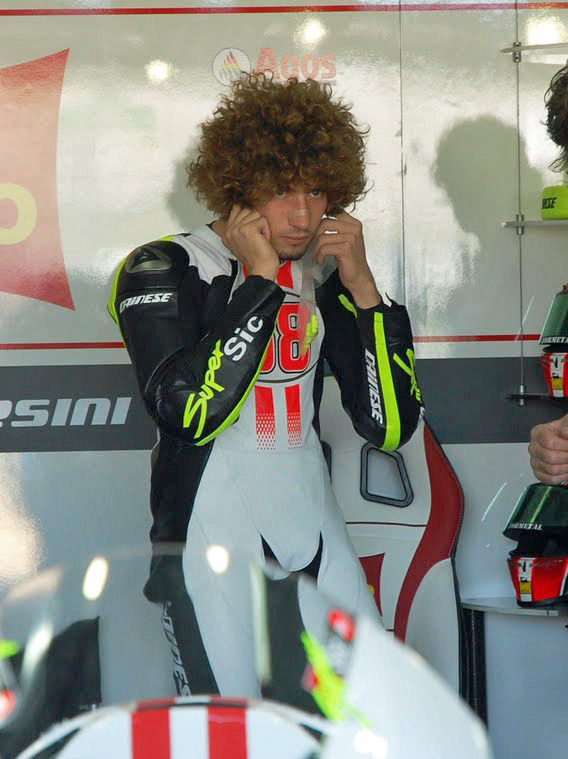
Marco Simoncelli
23 oktober

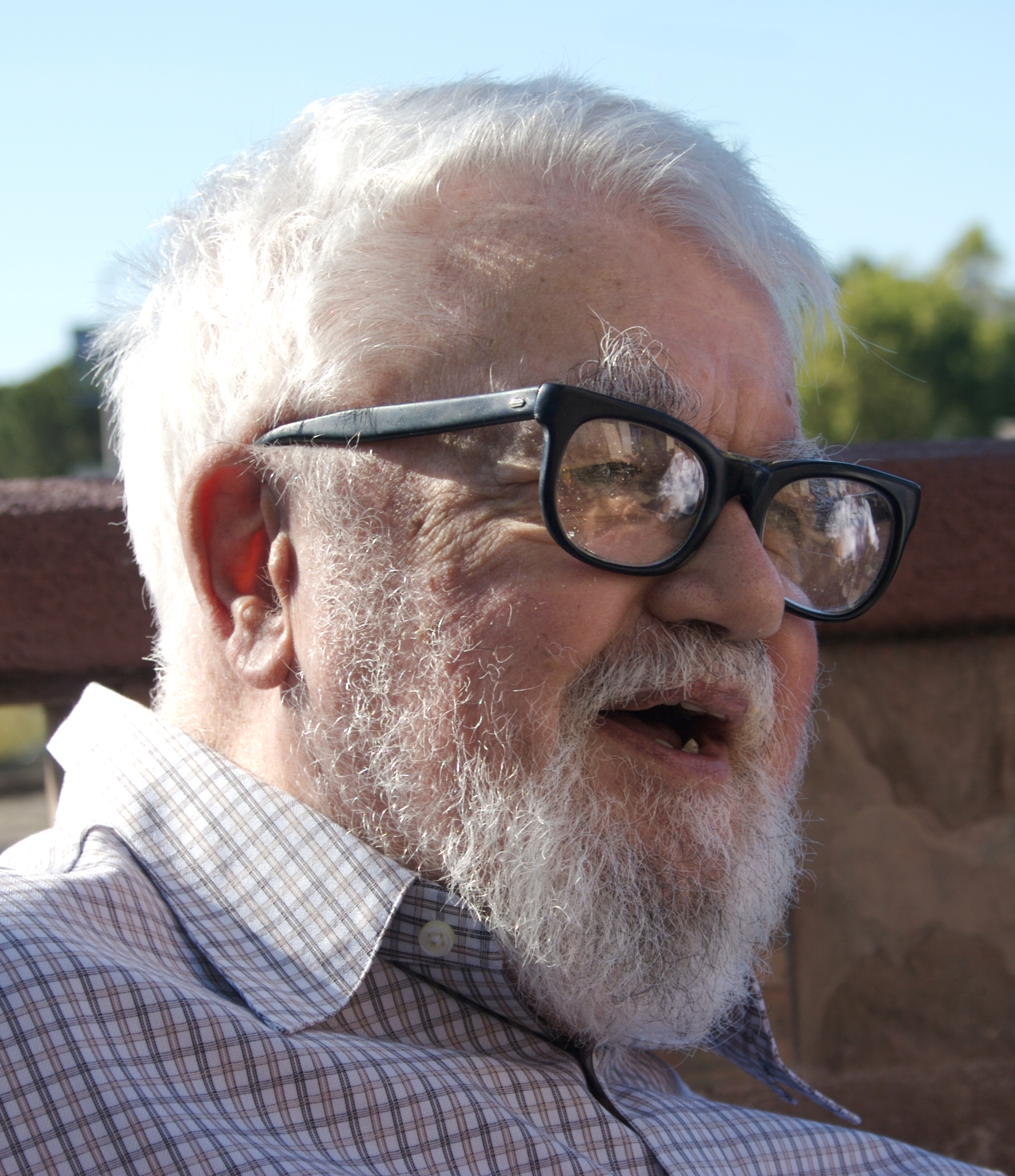
John McCarthy
23 oktober

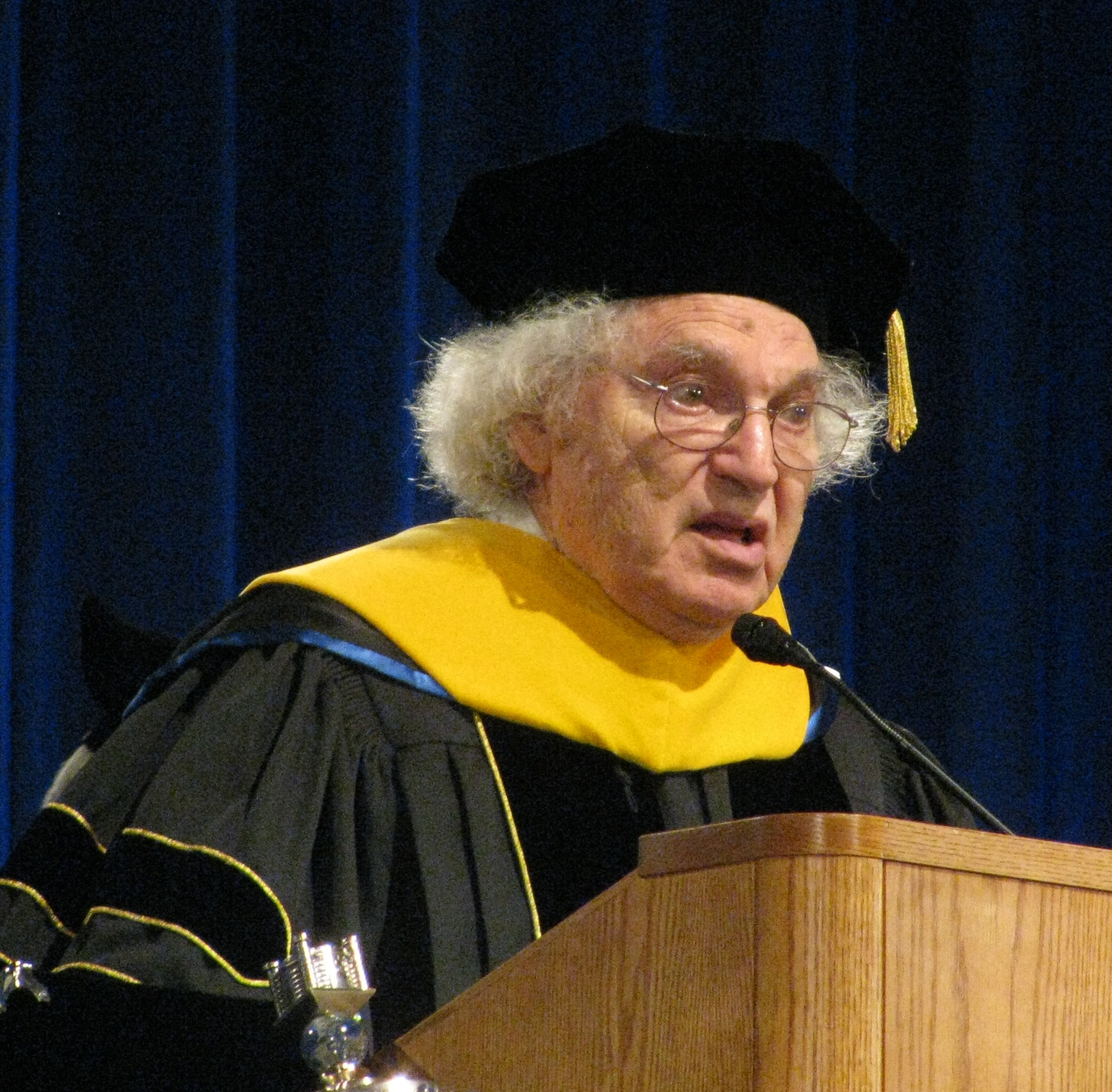
Herbert Hauptman
23 oktober

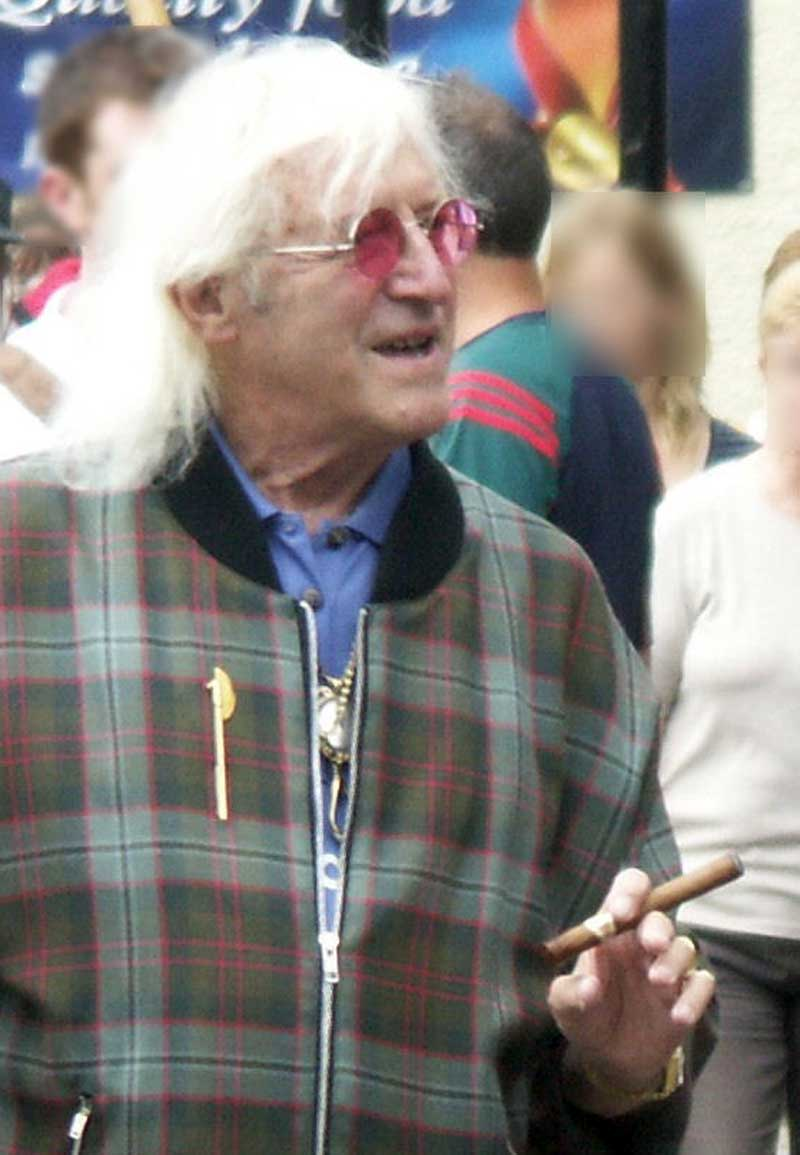
Jimmy Savile
29 oktober

| 1 | 2 | 3 | 4 | 5 | 6 | 7 | 8 | 9 | 10 | 11 | 12 | 13 | 14 | 15 | 16 | 17 | 18 | 19 | 20 | 21 | 22 | 23 | 24 | 25 | 26 | 27 | 28 | 29 | 30 | 31 |
| - | - | - | - | - | - | - | - | - | -- | -- | -- | -- | -- | -- | -- | -- | -- | -- | -- | -- | -- | -- | -- | -- | -- | -- | -- | -- | -- | -- |

### 1 oktober
- David Bedford (74), Brits componist[1]
- Thomas Freudensprung (46), Oostenrijks acteur[2]
- Chris Spijkerboer (76), Nederlands burgemeester[3]
- Sven Tumba (80), Zweeds ijshockeyer, voetballer en golfspeler[4]
- Jan Van Belle (56), Belgisch journalist
- Tijn van den Bogaard (66), Nederlands voetbalicoon
- Peter Molkenboer (68), Nederlands sportfotograaf

### 2 oktober
- Taha Muhammad Ali (80), Israëlisch-Palestijns dichter[5]
- Piero Weiss (83), Italiaans Amerikaans pianist en muziekauteur[6]
- Theo Ambaght (56), Nederlands stadsbeiaardier

### 3 oktober
- Aden Meinel (88), Amerikaans astronoom[7]
- Sole Remedy (30), Fins drummer

### 4 oktober
- Doris Belack (85), Amerikaans actrice[8]
- Ken Dahlberg (94), Amerikaans zakenman en sleutelfiguur in het Watergateschandaal[9]
- Hanan Porat (67), Israëlisch politicus[10]
- Teija Sopanen (78), Fins presentatrice, hoofdredactrice, actrice en model[11]

### 5 oktober
- Níver Arboleda (43), Colombiaans voetballer[12]
- Graham Dilley (52), Brits cricketspeler[13]
- Peter Jaks (45), Zwitsers ijshockeyer[14]
- Bert Jansch (67), Schots zanger[15]
- Steve Jobs (56), Amerikaans topman[16]
- Charles Napier (75), Amerikaans acteur[17]
- Fred Shuttlesworth (89), Amerikaans burgerrechtenactivist[18]
- Gökşin Sipahioğlu (84), Turks-Frans fotojournalist en medeoprichter fotoagentschap Sipa[19]

### 6 oktober
- Diane Cilento (78), Australisch actrice[20]
- George Hawrylyshyn (70), Oekraïens Canadees journalist en correspondent[21]
- Meta de Vries (70), Nederlands diskjockey en jazzzangeres[22]
- Jan Wolters (82), Nederlands voetballer[23]

### 7 oktober
- Ramiz Alia (85), Albanees president[24]
- George Baker (80), Brits acteur[25]
- Julien Bailleul (23), Frans voetballer[26]
- Pol Claeys (78), Belgisch ondernemer en oprichter Flandria-wielerploeg[27]
- Paul Kent (80), Amerikaans acteur[28]
- Michel Peissel (74), Frans etnoloog en tibetoloog[29]
- Mildred Savage (92), Amerikaans schrijfster[30]

### 8 oktober
- David Hess (75), Amerikaans acteur en songwriter[31]
- Piet Noordijk (79), Nederlands saxofonist[32]
- Dennis Ritchie (70), Amerikaans informaticus[33]
- Mikey Welsh (40), Amerikaans kunstenaar en muzikant[34]
- Roger Williams (87), Amerikaans pianist[35]
- Ingvar Wixell (80), Zweeds bariton[36]
- Arno Beerts (55), Nederlands dirigent
- Kees Overbeeke (59), Nederlands hoogleraar

### 9 oktober
- Henk Biesterbos (60), Nederlands beeldend kunstenaar en drummer[37]
- Pavel Karelin (21), Russisch schansspringer[38]
- Manuel Prado Perez-Rosas (88), Peruviaans aartsbisschop[39]
- James Worrall (97), Canadees atleet[40]

### 10 oktober
- Ray Aghayan (83), Amerikaans Iraans kostuumdesigner[41]
- Doris Matte (74), Amerikaans cajun-accordeonist[42]
- Albert Rosellini (101), Amerikaans politicus[43]
- Otto Tausig (89), Oostenrijks acteur[44]
- Jagjit Singh (70), Indiaas zanger[45]
- Henk de Boer (76), Nederlands zeilmaker
- John van der Ploeg (44), Nederlands avonturier

### 11 oktober
- Mojo Buford (81), Amerikaans harmonicaspeler[46]
- Ion Diaconescu (94), Roemeens politicus[47]
- Bob Galvin (89), Amerikaans directeur van Motorola[48]
- Ad van Geloven (78), Nederlands ondernemer[49]
- Freddie Gruber (84), Amerikaans drummer[50]
- Henk Hofs (60), Nederlands voetballer[51]
- Keith Holman (84), Australisch rugbyspeler en -scheidsrechter[52]
- Dieudonné Kabongo (61), Congolees-Belgisch kunstenaar[53]
- Frank Kameny (86), Amerikaans homorechtenactivist[54]
- Harold Davison (89), Amerikaans impresario (voor o.a. The Rolling Stones)[55]
- Huub van Helvoirt (89), Nederlands topfokker

### 12 oktober
- Heinz Bennent (90), Duits acteur[56]
- Patricia Breslin (80), Amerikaans actrice[57]
- Lambert Giebels (76), Nederlands schrijver, historicus en politicus[58]
- Peter Hammond (87), Brits acteur, screenwriter, producer[59]
- Dick Thornett (71), Australisch waterpolospeler en rugbyspeler[60]

### 13 oktober
- Jean Dekempeneer (91), Belgisch burgemeester[61]
- Chris Doig (63), Nieuw-Zeelands operazanger[62]
- Barbara Kent (103), Canadees actrice[63]
- Henk Vaarkamp (61), Nederlands directeur en dierengeneeskundige[64]
- Jan Baz Zadran (), Pathaans krijgsheer Sirajuddin Haqqani

### 14 oktober
- Arnaud Jacomet (64), Frans historicus en secretaris-generaal van de West-Europese Unie[65]
- Adam Hunter (48), Schots golfspeler & coach[66]
- Laura Pollán (63), Cubaans mensenrechtenactiviste[67]

### 15 oktober
- Betty Driver (91), Brits actrice[68]

### 16 oktober
- Miguel Ángel Granados Chapa (70), Mexicaans journalist[69]
- Charles Hamm (86), Amerikaans popmuziekhistoricus en -schrijver[70]
- Pete Rugolo (95), Italiaans-Amerikaans jazzmuzikant en -componist[71]
- Mathijs Souhoka (62), Moluks-Nederlands documentairemaker, docent en kunstenaar[72]
- Dan Wheldon (33), Brits autocoureur[73]

### 17 oktober
- John M. Blum (90), Amerikaans historicus[74]
- Manfred Gerlach (83), Duits politicus, laatste voorzitter van de Staatsraad van de DDR[75]
- Poul Glargaard (69), Deens acteur[76]
- Osvaldo Guidi (47), Argentijns acteur, dramaturg en toneelregisseur[77]
- Piri Thomas (83), Amerikaans schrijver[78]
- Ton Elst (71), Nederlands politicus

### 18 oktober
- Bob Brunning (68), Brits muzikant Fleetwood Mac[79]
- Ruby Cohn (89), Amerikaans professor, auteur en dramadocente[80]
- Norman Corwin (101), Amerikaans schrijver, scenarist en producent[81]
- Paul Everac (87), Roemeens schrijver en televisiebestuurder[82]
- Andrea Zanzotto (90), Italiaans dichter[83]
- Jan Hennekam (50), Nederlands directeur[84]

### 19 oktober
- Édison Chará (31), Colombiaans voetballer[85]
- Earl Gilliam (81), Amerikaans bluespianist[86]
- Bohdan Osadchuk (91), Pools-Oekraïens historicus en journalist[87]
- Tadeusz Sawicz (97), laatste overlevende Poolse gevechtspiloot in de Slag om Engeland[88]

### 20 oktober
- Al-Mu'tasim-Billah al-Qadhafi (34), Libisch legerofficier en zoon van Moammar al-Qadhafi[89]
- Moammar al-Qadhafi (69), Libisch dictator[90]
- Barry Feinstein (80), Amerikaans (rock)fotograaf[91]
- Abu-Bakr Yunis Jabr (59), Libisch minister[92]
- Sue Lloyd (72), Brits actrice[93]
- Wim Mertens (76), Belgisch voetballer en voetbaltrainer[94]
- Iztok Puc (45), Sloveens handballer[95]
- Morris Tabaksblat (74), Nederlands bestuurder en topfunctionaris[96]
- Aaltje Meijer-Bos (108), Nederlands oudste mens

### 21 oktober
- Hans van den Bergh (78), Nederlands toneelcriticus en hoogleraar[97]
- Anis Mansour (86), Egyptisch schrijver[98]
- Edmundo Ros (100), Trinidatees rumbazanger en percussionist[99]
- Drikus Veer (93), Nederlands motorcoureur[100]
- Antonio Cassese (74), Italiaans jurist[101]
- Piet Buurmans (84), Nederlands politieman, amateurhistoricus en publicist

### 22 oktober
- Sultan bin Abdoel Aziz al-Saoed (83), Saoedische kroonprins en minister van Defensie[102]
- Mario Bigoni (27), Italiaans voetballer[103] overleden aangetroffen op deze datum
- Cock de Jong (55), Nederlands gitarist[104]
- Robert Pierpoint (86), Amerikaans journalist en correspondent[105]
- Koos Verbeek (82), Nederlands voetballer, vader van Robert Verbeek en Pim Verbeek[106]
- Hans Versteegt (83), Nederlands orgelbouwer[107]

### 23 oktober
- Herbert A. Hauptman (94), Amerikaans wiskundige en Nobelprijswinnaar in 1985[108]
- Jeanne van Kesteren (103), Belgisch atlete en basketbalster[109]
- John Makin (61), Brits-Belgisch zanger, beter bekend als "Mr. John"[110])
- John McCarthy (84) Amerikaans informaticus[111]
- Werner Moonen (71), Belgisch-Nederlands graficus, schilder en leraar[112]
- Henk Pleket (74), Nederlands zanger[113]
- Marco Simoncelli (24), Italiaans motorcoureur[114]

### 24 oktober
- Jean Amadou (82), Frans humorist en zanger[115]
- Swami Bhaktipada (74), Indiaas Hare Krishna-goeroe[116]
- Margit Brandt (66), Deens modeontwerpster[117]
- Florence Parry Heide (92), Amerikaans kinderboekenschrijfster[118]
- Kjell Johansson (65), Zweeds tafeltennisser[119]
- Morio Kita (84), Japans schrijver[120]
- Bruno Weber (80), Zwitsers schilder en architect[121]
- Jan Buytaert (72), Belgisch schilder, graficus en leraar

### 25 oktober
- Perkins Bass (99), Amerikaans politicus[122]
- Liviu Ciulei (88), Roemeens acteur, schrijver en regisseur[123]
- Wyatt Knight (56), Amerikaans acteur[124]
- Héctor López (44), Mexicaans bokser[125]
- Tom McNeeley (74), Amerikaans bokser en acteur[126]
- Karel Staab (91), Nederlands politicus[127]
- Howard Wolpe (71), Amerikaans politicus, lid van het Huis van Afgevaardigden[128]
- Norrie Woodhall (105), Brits toneelspeelster[129]

### 26 oktober
- Salvador Bernal (66), Filipijns decorontwerper[130]
- Roman Kukleta (47), Tsjechisch voetbalinternational[131]
- Jaropolk Lapsjin (91), Oekraïens-Russisch filmregisseur[132]
- Janko Messner (89), Sloveens-Oostenrijks dichter en activist[133]
- Didi Vathauer (69), Nederlands sponsor van ADO Den Haag

### 27 oktober
- Michel Giraud (82), Frans minister[134]
- Sergei Govorukhin (50), Russisch nationalist en filmmaker[135]
- Robert Pritzker (85), Amerikaans billionaire[136]

### 28 oktober
- Campbell Christie (74), Schots vakbondslid en voetbalbestuurder[137]
- Willy De Clercq (84), Belgisch politicus[138]
- Beryl Davis (87), Brits zangeres[139]
- Gregor Frenkel Frank (82), Nederlands acteur, presentator en tekstschrijver[140]
- Franz Ringel (71), Oostenrijks kunstschilder[141]
- Hulzer Willem Wilterdink (85), Nederlands schrijver[142]

### 29 oktober
- Tom Keith (64), Amerikaans radiopersonality[143]
- Robert Lamoureux (91), Frans acteur, komiek, filmregisseur[144]
- Jimmy Savile (84), Brits diskjockey en presentator[145]
- Cas Spijkers (65), Nederlands chef-kok en auteur[146]

### 31 oktober
- Flórián Albert (70), Hongaars voetballer[147]
- Liz Anderson (81), Amerikaans zangeres en songwriter[148]
- Pierre Cointreau (90), Frans topman[149]
- Len Killeen (72), Zuid-Afrikaans rugbyspeler[150]
- Roberto Lippi (85), Italiaans autocoureur[151]
- Hein Mader (86), Nederlands beeldend kunstenaar[152]
- Robert Raes (92), Belgisch priester en huisprelaat van de paus[153]
- Ali Saibou (71), Nigerees politicus[154]

1900 ·
1901 ·
1902 ·
1903 ·
1904 ·
1905 ·
1906 ·
1907 ·
1908 ·
1909 ·
1910 ·
1911 ·
1912 ·
1913 ·
1914 ·
1915 ·
1916 ·
1917 ·
1918 ·
1919 ·
1920 ·
1921 ·
1922 ·
1923 ·
1924 ·
1925 ·
1926 ·
1927 ·
1928 ·
1929 ·
1930 ·
1931 ·
1932 ·
1933 ·
1934 ·
1935 ·
1936 ·
1937 ·
1938 ·
1939 ·
1940 ·
1941 ·
1942 ·
1943 ·
1944 ·
1945 ·
1946 ·
1947 ·
1948 ·
1949 ·
1950 ·
1951 ·
1952 ·
1953 ·
1954 ·
1955 ·
1956 ·
1957 ·
1958 ·
1959 ·
1960 ·
1961 ·
1962 ·
1963 ·
1964 ·
1965 ·
1966 ·
1967 ·
1968 ·
1969 ·
1970 ·
1971 ·
1972 ·
1973 ·
1974 ·
1975 ·
1976 ·
1977 ·
1978 ·
1979 ·
1980 ·
1981 ·
1982 ·
1983 ·
1984 ·
1985 ·
1986 ·
1987 ·
1988 ·
1989 ·
1990 ·
1991 ·
1992 ·
1993 ·
1994 ·
1995 ·
1996 ·
1997 ·
1998 ·
1999 ·
2000 ·
2001 ·
2002 ·
2003 ·
2004 ·
2005 ·
2006 ·
2007 ·
2008 ·
2009 ·
2010 ·
2011 ·
2012 ·
2013 ·
2014 ·
2015 ·
2016 ·
2017 ·
2018 ·
2019 ·
2020 ·
2021 ·
2022 ·
2023 ·
2024 ·
2025